# 12356 Carlscheele
12356 Carlscheele è un asteroide della fascia principale. Scoperto nel 1993, presenta un'orbita caratterizzata da un semiasse maggiore pari a 2,9406936 UA e da un'eccentricità di 0,1007510, inclinata di 1,60007° rispetto all'eclittica.